# Kobližná (Brno)
Kobližná je ulice nacházející se v historickém centru města Brna. Je orientována ze západu na východ, přičemž představuje spojnici mezi centrálním Náměstím Svobody a východněji položeným Malinovského náměstím. V historických palácích v této ulici sídlí Knihovna Jiřího Mahena či Etnografický ústav Moravského zemského muzea.
Od roku 1913 do roku 1958 vedla ulicí tramvajová linka. Dnes je v Kobližné v celé její délce pěší zóna.

## Pojmenování
Od 14. století nesla ulice označení platea Pastillarum či platea Crapfengasse podle zde sídlících kobližníků, kteří se zaměřovali na pečení koblih. Pozdější německé pojmenování Krapfengasse mělo v 19. století české ekvivalenty Kobližná i Kobližní. Od roku 1918 nese ulice název Kobližná. Mezi lety 1961 a 1990 byla dle prvního sovětského kosmonauta Jurije Gagarina pojmenována jako Gagarinova.

## Významné budovy a instituce
- Knihovna Jiřího Mahena v Brně (Schrattenbachův palác)
- Moravské zemské muzeum (Palác šlechtičen)
- Obchodní dům Centrum
- Obchodní dům Vichr

## Galerie

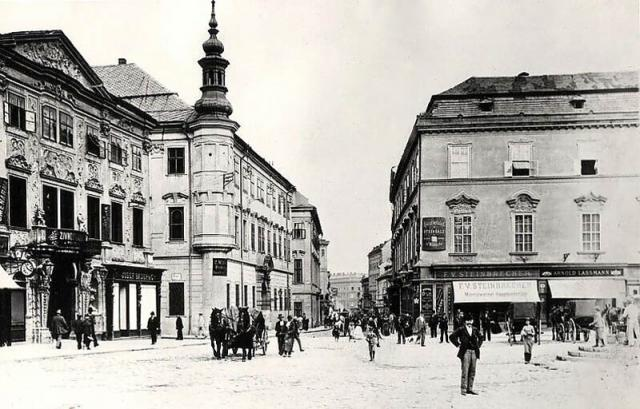
Pohled na Kobližnou z Náměstí Svobody, 1900
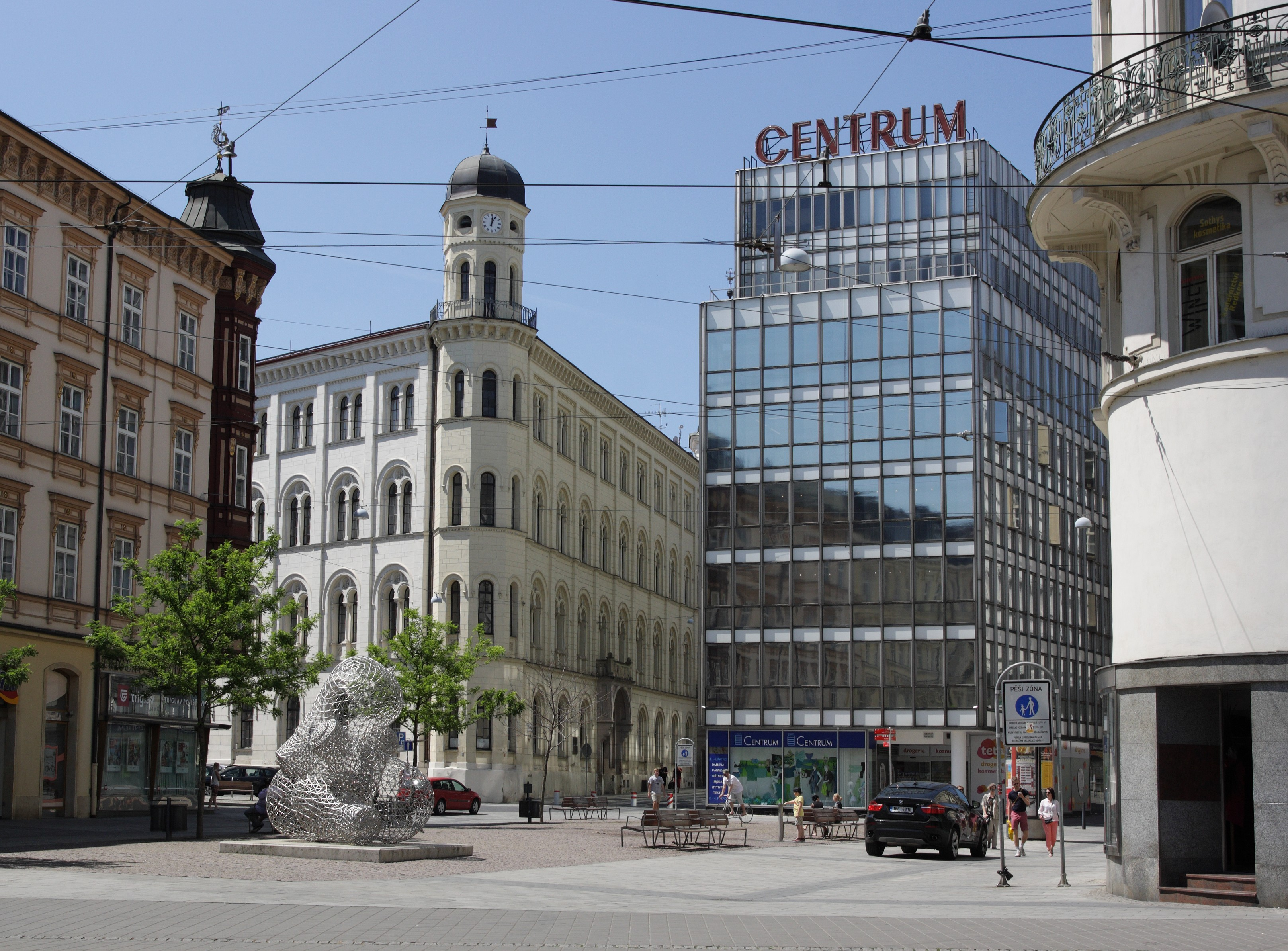
Vyústění ulic Kobližná a Jánská u Malinovského náměstí
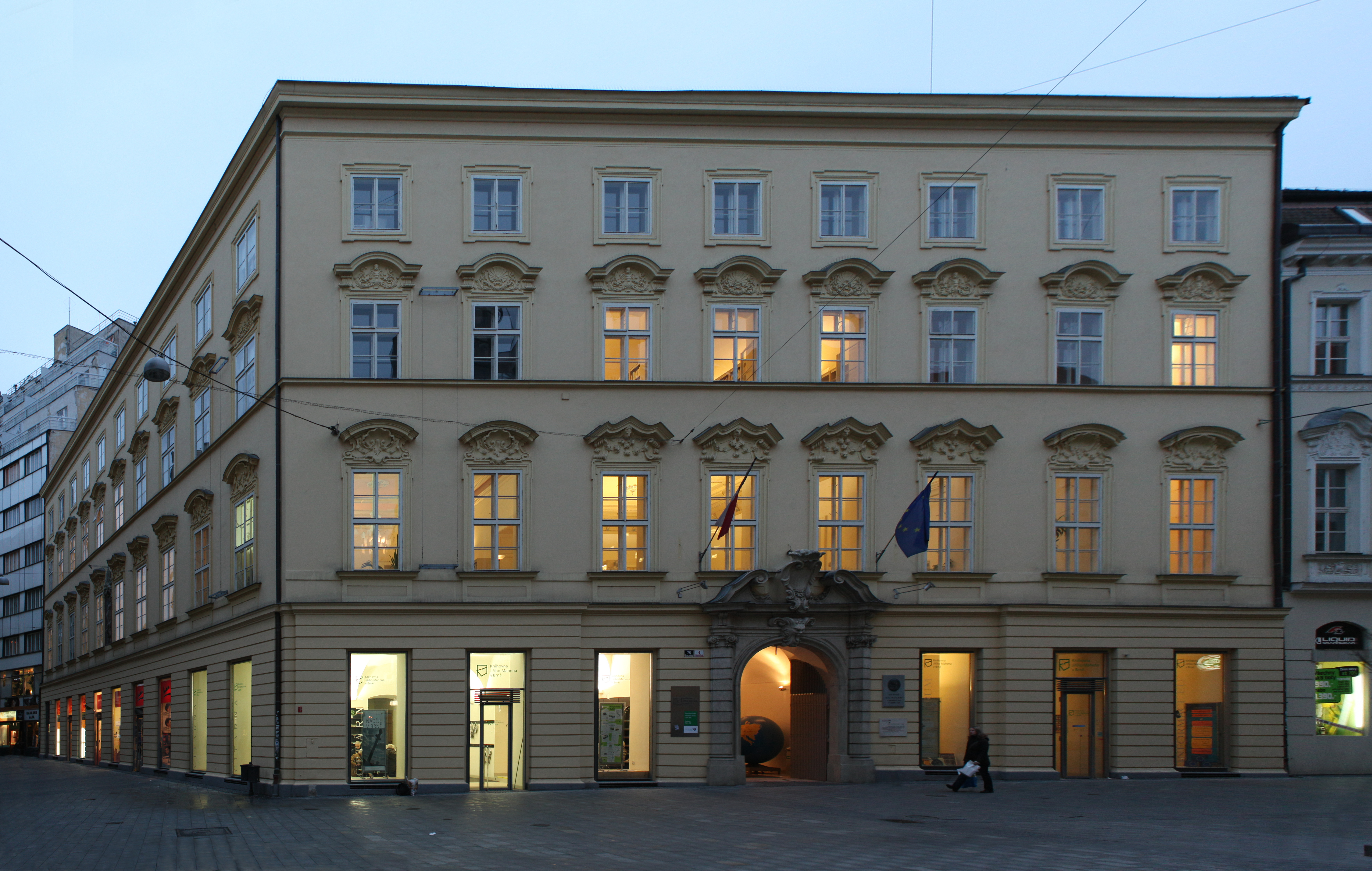
Sídlo Knihovny Jiřího Mahena v Schrattenbachově paláci
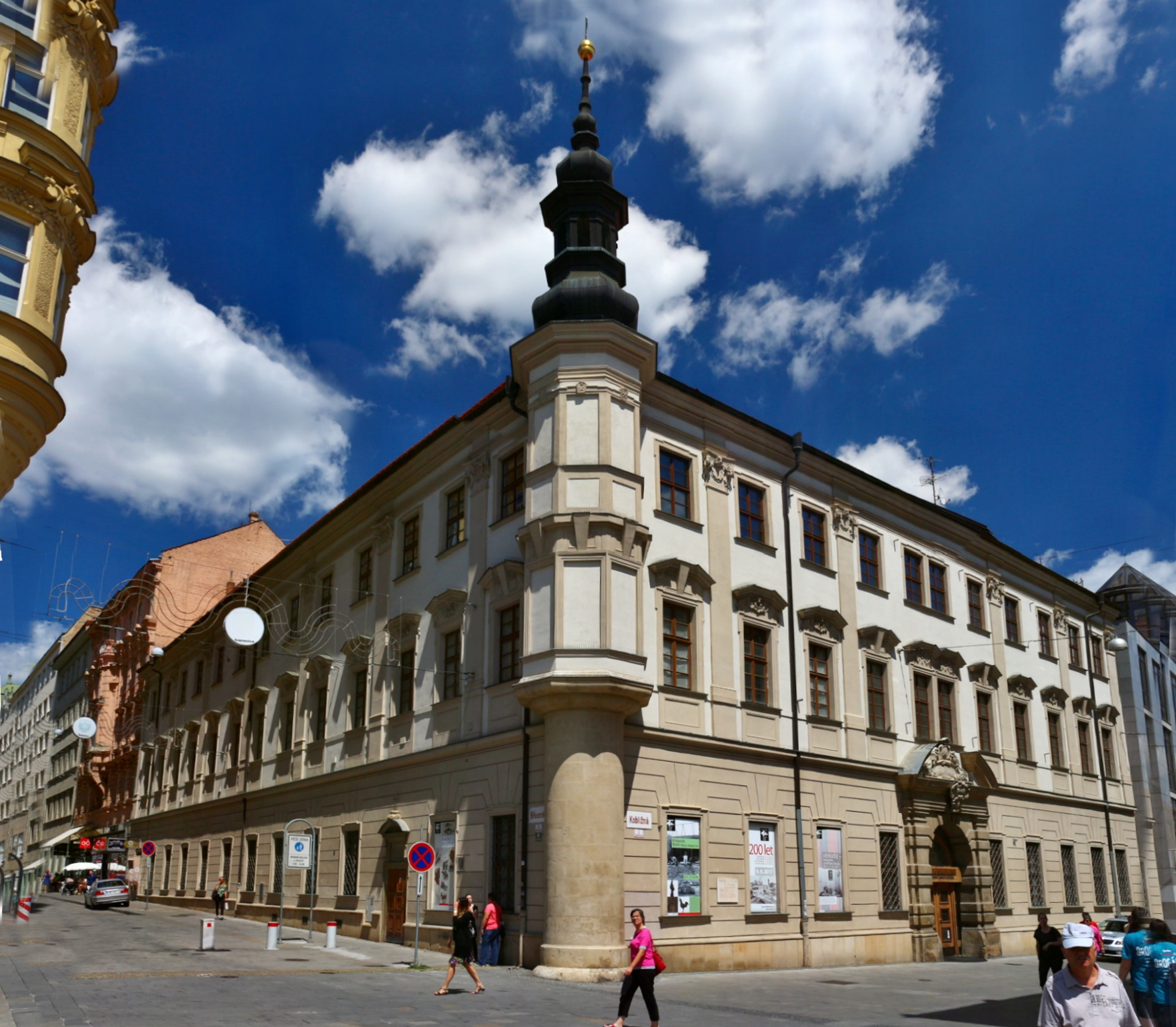
Palác šlechtičen
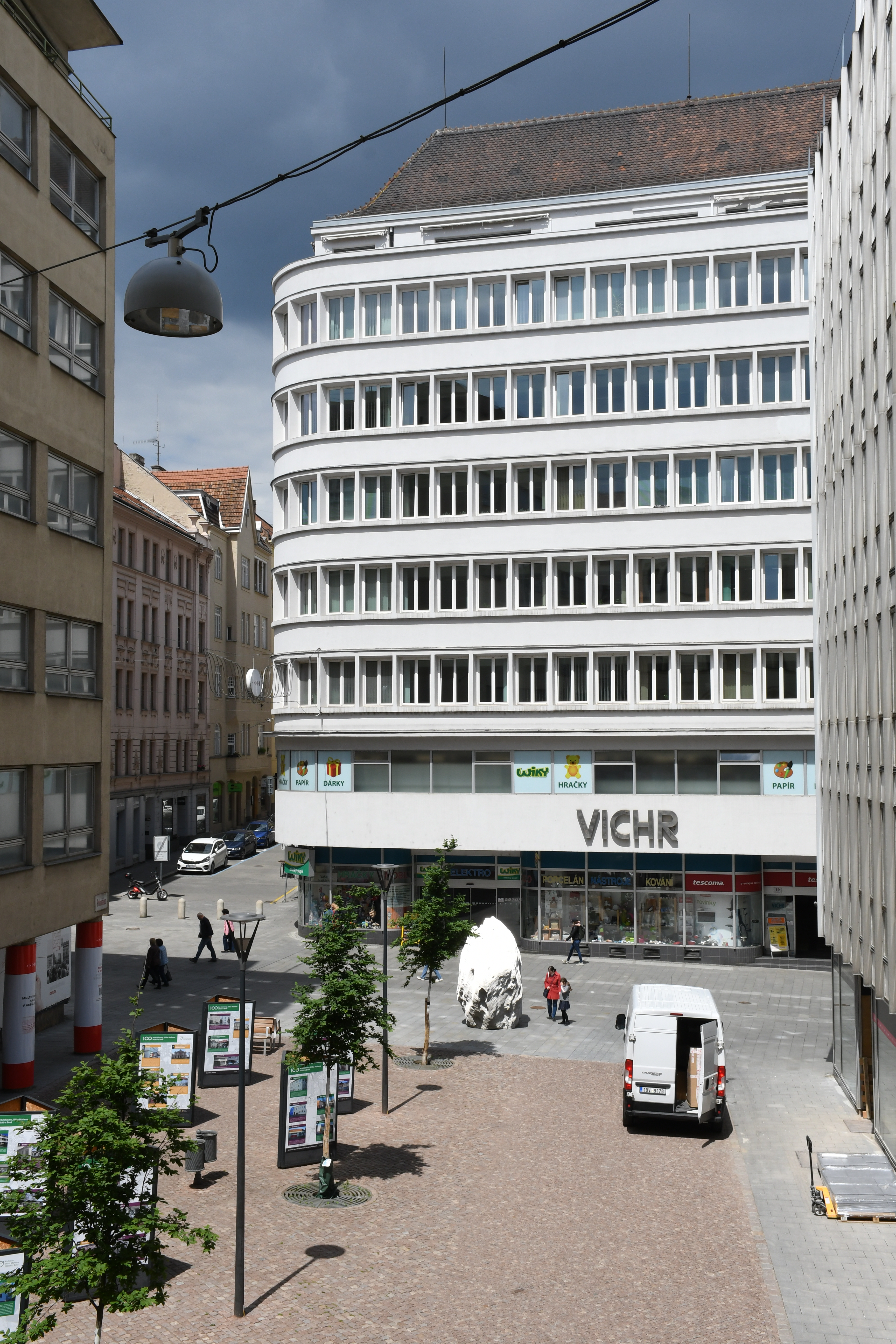
Obchodní dům Vichr
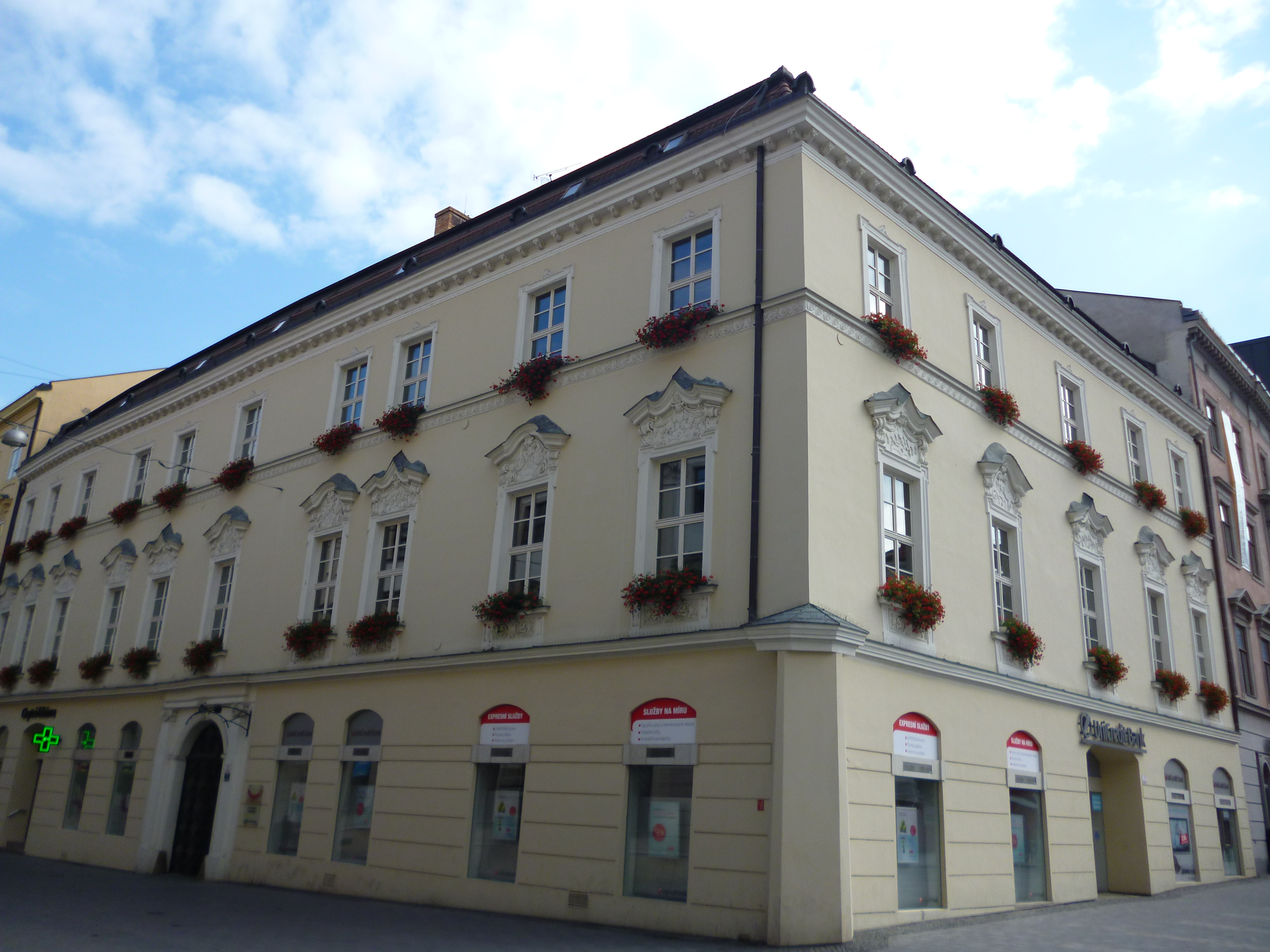
Kobližná 2, Palác Říkovských z Dobrčic